# Гьякобини, Томас
Тома́с Гьякоби́ни (исп. Tomás Guiacobini; род. 19 мая 2004, Брагадо, Буэнос-Айрес) — аргентинский футболист, полузащитник клуба «Сан-Лоренсо».

## Клубная карьера
Гьякобини — воспитанник клубов «Атлетико Сармьенто». 14 апреля 2024 года в поединке Кубка Аргентины против «Плантенсе» Томас дебютировал за основной состав. 20 мая в матче против «Барракас Сентраль» он дебютировал в аргентинской Примере.